# 메이테쓰 다케하나선
다케하나 선(죽비선, 일본어: 竹鼻線)은 일본 기후현 하시마군 가사마쓰정의 가사마쓰 역부터 하시마시의 에기라 역을 잇는 나고야 철도의 철도 노선이다.

## 노선 정보
- 노선 거리 (영업 거리) :
  - 가사마쓰 역 - 에기라 역 간 : 10.6km
- 궤간 : 1067mm
- 역 수 : 9역 (기종점역 포함, 영업 구간)
- 복선화 구간 : 없음 (전 구간 단선)
- 전철화 구간 : 전 구간 전철화 (직류 1500V)
- 폐색 방식 : 자동 폐색식
- 최고 속도 : 90km/h

## 역 목록
| 역 번호 | 역명               | 일어 역명    | 로마자 역명          | 역간 거리 | 누계 거리 | 접속 노선                 | 소재지   | 소재지     |
| NH56    | 가사마쓰           | 笠松         | KASAMATSU            | -         | 0.0       | 나고야 철도 ■ 나고야 본선 | 하시마군 | 가사마쓰정 |
| TH01    | 니시카사마쓰       | 西笠松       | NISHI-KASAMATSU      | 0.9       | 0.9       |                           | 하시마군 | 가사마쓰정 |
| TH02    | 야나이즈           | 柳津         | YANAIZU              | 2.0       | 2.9       |                           | 기후시   | 기후시     |
| TH03    | 미나미주쿠         | 南宿         | MINAMI-JUKU          | 2.3       | 5.2       |                           | 하시마시 | 하시마시   |
| TH04    | 스카               | 須賀         | SUKA                 | 0.9       | 6.1       |                           | 하시마시 | 하시마시   |
| TH05    | 후와이시키         | 不破一色     | FUWA-ISHIKI          | 0.9       | 7.0       |                           | 하시마시 | 하시마시   |
| TH06    | 다케하나           | 竹鼻駅       | TAKEHANA             | 1.6       | 8.6       |                           | 하시마시 | 하시마시   |
| TH07    | 하시마시야쿠쇼마에 | 羽島市役所前 | HASHIMASHIYAKUSHOMAE | 1.0       | 9.6       |                           | 하시마시 | 하시마시   |
| TH08    | 에기라             | 江吉良       | EGIRA                | 0.7       | 10.3      | 나고야 철도 ■ 하시마 선   | 하시마시 | 하시마시   |